# Nenad Gračan
Nenad Gračan (Rijeka, 23 de enero de 1962) es un exfutbolista croata que jugó como centrocampista central, y es actualmente entrenador.

## Trayectoria como jugador
Nacido en Rijeka, en la antigua SFR Yugoslavia, Gračan empezó a jugar profesionalmente para el club de su ciudad natal NK Orijent y, a continuación, en el HNK Rijeka, actuando en casi 150 partidos oficiales. Posteriormente ficha por el club croata, HNK Hajduk Split, con los que juega durante 4 temporadas.
En 1989, Gračan firma con el Real Oviedo con el que jugará cuatro temporadas en la Primera División, actualmente LaLiga. Junto con sus compatriotas Janko Janković y Nikola Jerkan en su segunda temporada, ayuda los carbayones a acabar en sexta posición clasificando al equipo azul para participar en la Copa de laUEFA por primera y única vez en su historia.
En 1993, con 31 años, deja el Oviedo y regresa a su país, ahora independiente. Tras dos años de inactividad juega un puñado de partidos con el primer equipo del Club Rijeka, pero se retira poco después. 
Gračan jugó diez veces en partidos con la selección de Yugoslavia, pero nunca asistió a un torneo internacional importante. En 1984, a los 21 años de edad, contribuyó con el equipo olímpico para ganar la medalla de bronce en Los Ángeles , jugando todos los encuentros menos uno y anotando en los cuartos de final contra Alemania Occidental (5-2).

## Trayectoria como entrenador
En 1998, comienza a entrenar, empezando con su último equipo como jugador, el HNK Rijeka. Su trayectoria como entrenador es la siguiente: de 1998 a 2000 al Rijeka, en 2001 al Hajduk Split, en la temporada 2001–2002, al FC Koper de Eslovenia, en la 2002–2003 al Osijek croata, en el 2004 al Dinamo de Zagreb, en el 2007 al Istra 1961 de Pula, en Croacia, en el 2008 al desaparecido club esloveno NK Nafta Lendava, en 2009 al NK Croatia Sesvete, en la 2009–2010 de nuevo al HNK Rijeka para pasar en el 2013 a entrenar a la selección sub-21 de Croacia.